# یایویی کوبایاشی
یایویی کوبایاشی (انگلیسی: Kobayashi Yayoi؛ زادهٔ ۱۸ سپتامبر ۱۹۸۱) بازیکن فوتبال است که در تیم ملی فوتبال زنان ژاپن بازی کرده‌است.